# Chiesa di San Domenico (Mantova)
La chiesa di San Domenico era un edificio religioso di Mantova, situato in via Matteotti e ora scomparso.
Venne edificata nella metà del Quattrocento ed affiancata al convento dei frati domenicani, presenti a Mantova già dal 1200. Il convento venne soppresso nel 1797.
Nella chiesa venne sepolta nel 1505 la beata Osanna Andreasi, in seguito traslata nel duomo della città e nel 1563 Vincenzo Guerrieri Gonzaga.
Nel 1925 la chiesa e il convento vennero demoliti. Unica testimonianza rimasta è il campanile della chiesa o Torre di San Domenico.